# NGC 6537
NGC 6537, auch bekannt unter dem Namen Red-Spider-Nebel (dt. Rote Spinne), ist ein planetarischer Nebel im Sternbild Schütze. Der im Zentrum des Nebels befindliche weiße Zwerg, Überrest eines ursprünglichen Sterns, erzeugt einen zirka 10.000 Kelvin heißen Wind, der mit Geschwindigkeiten von 2.000 bis 4.500 Kilometern pro Sekunde bläst. Der Stern zählt wahrscheinlich zu den heißesten, die bekannt sind.
Der planetarische Nebel NGC 6537 wurde am 15. Juli 1882 von dem amerikanischen Astronomen Edward Charles Pickering entdeckt.